# Sociedad anónima deportiva
Sociedad anónima deportiva (spagnolo per "società anonima sportiva", acronimo SAD) è una denominazione legislativa che rappresenta un tipo di società anonima caratteristico della Spagna, introdotto nel 1990 per migliorare la gestione finanziaria delle società sportive e rispettare i requisiti di trasparenza.
Si tratta di una società a responsabilità limitata (public limited company) di carattere commerciale, i cui titolari lo sono in virtù di una partecipazione al capitale sociale attraverso dei titoli o delle azioni. In quanto società a responsabilità limitata, non prevede che gli azionisti rispondano con il proprio patrimonio personale, ma con il capitale rappresentato dai contributi (capitale conferito).
È una denominazione introdotta tramite un decreto reale spagnolo del 15 ottobre 1990 per coprire una serie di carenze legislative emerse nella gestione delle società commerciali attive nel mondo dello sport professionistico.
Ogni società sportiva militante nella Segunda División o nella Liga ACB è obbligata dai regolamenti a figurare come SAD. Per ragioni storiche, ad Athletic Club, Barcellona, Real Madrid e Osasuna è stato concesso di mantenere il loro status di associazioni sportive non commerciali.